# Monsieur Choufleuri
 M. Choufleuri restera chez lui le... (título original en francés; en español publicadas adaptaciones como La soirée de Cachupín y Don Galo-Pin se queda en casa) es una opéra bouffe u opereta en un acto con música de Jacques Offenbach y libreto en francés de "M. de St Rémy" (seudónimo de Carlos Augusto de Morny). También contribuyeron al texto Hector Crémieux, Ludovic Halévy y el secretario de Morny, Ernest Lépine. Se estrenó el 31 de mayo de 1861 en París, en concreto en los Salones del Cuerpo Legislativo, privadamente. 
La trama proporciona muchas oportunidades para Offenbach de permitirse sus parodias musicales ligeras de melodías de ópera y fórmulas bien conocidas, especialmente un gran trío en el que el bel canto italiano es imitado y un solo cómico para el criado. También, los jóvenes amantes en secreto se comunican usando citas musicales.

## Historia
M. Choufleuri se estrenó de forma privada en la Presidencia del Cuerpo Legislativo, Palacio Borbón de París el 31 de mayo de 1861 en presencia de Napoleón III. La primera representación pública tuvo lugar en el Théâtre des Bouffes Parisiens, París el 14 de septiembre de 1861, Salle Choiseul.
El duque de Mornay era hijo ilegítimo de Hortensia de Beauharnais, esposa de Luis Bonaparte, rey de Holanda, y de Charles Joseph, conde de Flahaut, y medio hermano de Napoleón III, lo que puede explicar algunas de las laudatorias críticas de esta obra. En Le Figaro, sin embargo, Henri Rochefort escribió:
¡Cuán afortunado es este autor cuya participación en un terrible coup d'etat le ha salvado de la necesidad de vivir de la pluma! Si cualquiera de nosotros osara llevar una producción tan inepta a un director teatral, habría sido inmediatamente agarrado y arrojado al cubil de las viejas harpías acomodadoras del teatro, cuyas instrucciones lo habrían golpeado hasta la muerte con escabeles.
La obra fue estrenada bajo el título de La soirée de Cachupín el 14 de junio de 1869 en el Teatro de la Zarzuela de Madrid; la adaptación castellana del libreto era de Ramón de Navarrete. La compañía rival comandada por Francisco Arderíus preparó otra adaptación titulada Don Galo-Pin se queda en casa firmada por Miguel Pastorfido de la que no hay fecha constatada de estreno.
Esta obra de una hora de duración aún se representa, especialmente por compañías aficionadas, puesto que no es particularmente exigente vocalmente. En las estadísticas de Operabase aparece con sólo 10 representaciones en el período 2005-2010. Una de ellas fue la producción en La Moneda, Bruselas con dirección de Patrick Davin en febrero de 2007.

## Personajes
| Personaje                                                       | Tesitura | Reparto del estreno absoluto, 31 de mayo de 1861 | Reparto del estreno de la adaptación castellana, 14 de junio de 1869 |
| --------------------------------------------------------------- | -------- | ------------------------------------------------ | -------------------------------------------------------------------- |
| Choufleuri / Don Canuto Cachupín                                | barítono | Désiré                                           | Nicolás Rodríguez                                                    |
| Ernestine / Emilia, su hija                                     | soprano  | Lise Tautin                                      | Cecilia Bernal                                                       |
| Chrysodule Babylas / Baltasar Centellas, admirador de Ernestine | tenor    | Pierre-Armand Potel                              | Joaquín Miró                                                         |
| Petermann / Pedro, criado flamenco de Choufleuri                | tenor    | Georges Dejon-Marchand                           | José Rochel                                                          |
| Balandard / Telesforo Forragaitas, un esposo calzonazos         | tenor    | Debruille-Bache                                  | N. Miguel                                                            |
| Madame Balandard / Dª Sinforosa, una mujer dominante            | tenor    | Léonce                                           | Concepción Baeza                                                     |
| Pequeño coro de invitados                                       |          |                                                  |                                                                      |

## Grabaciones
- Grabaciones pueden encontrarse en operadis-opera-discography.org.uk